# Eelkje Timmenga-Hiemstra
Eelkje Timmenga-Hiemstra (Finkum, 20 februari 1892 – Ede, 21 september 1971) was tijdens de Tweede Wereldoorlog  betrokken bij de hulpverlening aan de gevangenen in Kamp Vught. Ze kreeg de bijnamen ‘de Vughtse engel’ en ‘de moeder der gevangenen’.

## Jeugd en opleiding
Timmenga-Hiemstra was een dochter van een veehouder die drie dagen na haar geboorte overleed. Haar moeder verhuisde met haar kinderen naar Jorwerd, waar Timmenga-Hiemstra het grootste deel van haar jeugd doorbracht. In 1911 haalde ze haar diploma op de modevakschool van Weiskotten in Leeuwarden terwijl ze de zorg droeg voor haar zieke moeder. Na het overlijden van haar moeder in 1912 verhuisde Timmenga-Hiemstra naar Hallum, waar ze bij een tante ging wonen. Door haar tante kwam ze in aanraking met muziek, literatuur en filantropie.

## Vught
Direct sinds de SS in 1943 Kamp Vught in gebruik nam, bekommerde Timmenga-Hiemstra zich om het lot van de gevangenen. Dit deed ze onder andere door zich aan te melden voor het smeren van boterhammen in het landhuis Huize Bergen bij Charlotte van Beuningen, die ze eerder in de hervormde kerk had ontmoet. Ze breidde vanaf april 1943 haar werkzaamheden uit door in contact te treden met familieleden van vergeten gevangenen. Zij zette een ‘adoptiesysteem’ op, in heel het land konden mensen een gevangene adopteren en deze tweewekelijks een pakket toesturen. Idealiter bestond een pakket onder andere uit een groot brood, gebakken in melk en met drie of vier eieren erdoor. Van dit brood konden dubbele boterhammen gemaakt worden, belegd met vlees, kaas, worst, suiker en jam. Het ideale pakket bevatte ook drop, vitaminesupplementen, luchtzeep (ook wel kleizeep genoemd), zinkzalf, haarwater en zakdoeken. Daarnaast begon ze een dagelijks spreekuur in het koffiehuis van station Vught, zodat informatie die zij had, doorgegeven kon worden aan iedereen die dit nodig had. Ze zette een heel netwerk op om aan informatie te komen over transporten, vrijlaten en het reilen en zeilen in Kamp Vught. Zij was ook betrokken bij het verspreiden van het illegale Vrij Nederland en hielp regelmatig onderduikers.
De SD deed drie maal een huiszoeking in het huis van Timmenga-Hiemstra maar kon er niets vinden dat verboden was. Er kwam een moment waarop ze haar toch wilden arresteren maar bij aankomst bij haar huis was zij afwezig.

## Significantie
Timmenga-Hiemstra kreeg na de oorlog het Verzetskruis toegekend. Zij gaf de onderscheiding echter terug toen zij erachter kwam dat een vrouw diezelfde onderscheiding had gekregen, in de oorlog contacten onderhield met de NSB. Na de oorlog werd zij met voorkeurstemen gekozen in de eerste naoorlogse gemeenteraad van Vught.
Dankbaarheid voor Timmenga’s werk blijkt uit brieven die het NIOD in bewaring heeft. Deze 2700 brieven geven een completer beeld van de werkzaamheden van Timmenga-Hiemstra en de invloed hiervan op het dagelijkse leven van de gevangenen, die de hoop niet verloren en hun identiteit in het kampsysteem niet kwijtraakten. In 2020 werd er in Vught een straat naar haar vernoemd.

## Kinderen
Timmenga-Hiemstra trouwde op 5 november 1913 met Haijte Timmenga die op dat moment aspirant opzichter was bij de Heidemaatschappij in Deventer, samen kregen zij vijf dochters.
- Biografisch Portaal: 05846028